# Vlag van Gasselte

Vlag van Gasselte
(1965-1998)

De vlag van Gasselte werd op 1 augustus 1965 bij raadsbesluit vastgesteld als de gemeentelijke vlag van de Drentse gemeente Gasselte. De vlag kan als volgt worden beschreven:
Twee banen van gelijke hoogte van geel en groen, met in de broektop een zeilende rood getuigde zwarte driemaster met vlaggen op de voor- en achtersteven.
De kleuren van de vlag zijn ontleend aan het gemeentewapen van 1965, evenals de driemaster.
In 1998 ging de gemeente op in de nieuw gevormde gemeente Aa en Hunze. Hierdoor kwam de gemeentevlag te vervallen.

## Verwant symbool

Wapen van Gasselte (1965)

Anloo 
· Beilen 
· Borger 
· Dalen 
· Diever 
· Dwingeloo 
· Eelde 
· Gasselte 
· Gieten 
· Havelte 
· Nijeveen 
· Norg 
· Odoorn 
· Oosterhesselen 
· Peize 
· Roden 
· Rolde 
· Ruinen 
· Ruinerwold 
· Schoonebeek 
· Sleen 
· Smilde 
· Vledder 
· Vries 
· Westerbork 
· de Wijk 
· Zuidlaren 
· Zuidwolde 
· Zweeloo